# Die unvollkommene Ehe
Pour plus de détails, voir Fiche technique et Distribution.
Die unvollkommene Ehe (en français Le Mariage imparfait) est un film autrichien réalisé par Robert Adolf Stemmle, sorti en 1959.

## Synopsis
L'avocate Winifred Lert est une femme divorcée et depuis sa séparation d'avec son mari, le professeur Paul Lert, a un véritable mépris du mariage. Par conséquent, elle s'est spécialisée dans les divorces. Ce ne serait pas un problème si elle ne soûlait pas sa fille Susi de ses convictions et ne lui déconseillait pas de se marier à l'avenir. Mais il y a un problème : le journaliste Rolf Beckmayer, le compagnon de Susi, est déjà marié avec elle, mais sa belle-mère Winifred ne doit pas le découvrir. Susi est dans le pétrin en jouant la farce d'un couple non marié avec Rolf, ce qui à l'époque, dans les années 1950, est presque un scandale d'une immense immoralité. Mais cela ne convient pas non plus à Mme Lert. Elle est carrément consternée par la facilité avec laquelle les jeunes d'aujourd'hui vivent leur amour en public (et non mariés !).
Susi a finalement amené sa mère là où elle la voulait. Outrée, la bourgeoisie intègre exige que le couple « légitime » enfin leur amour et demande spécifiquement à Rolf d'épouser sa fille. Car ce que les deux « font » ensemble dans leur appartement munichois est, selon Mme Lert cela va certainement trop loin. Rolf et sa femme Susi ne seraient pas des journalistes intelligents s'ils ne changeaient pas rapidement et ne développaient pas une idée intelligente à partir de cette situation. En retour, les deux exigent de Winifred qu'elle cesse enfin sa phobie du mariage pour elle-même. Elle devrait donner le bon exemple et prouver son changement dans cette affaire, de préférence à son ex-mari Paul ! Et donc l'ancienne haineuse du mariage Me Lert se présente devant le maire, non sans gronder les mots « Faites court ! ».

## Fiche technique
- Titre : Die unvollkommene Ehe
- Réalisation : Robert Adolf Stemmle assisté d'Alfons Stummer
- Scénario : Juliane Kay, Robert Adolf Stemmle
- Musique : Peter Igelhoff
- Direction artistique : Fritz Mögle, Heinz Ockermüller
- Photographie : Friedl Behn-Grund
- Montage : Paula Dvorak, Annemarie Reisetbauer
- Production : Paula Wessely
- Société de production : Paula Wessely Filmproduktion GmbH
- Société de distribution : Union-Film
- Pays d'origine :  Autriche
- Langue : Allemand
- Format : Noir et blanc - 1,37:1 - mono - 35 mm
- Genre : Comédie romantique
- Durée : 91 minutes
- Dates de sortie :
  - Allemagne : 4 septembre 1959.

## Distribution
- Paula Wessely : Winifred Lert
- Johannes Heesters : Paul Lert, son ancien mari
- Johanna Matz : Susi, leur fille
- Dietmar Schönherr : Rolf Beckmayer, son compagnon
- Fritz Schulz (de) : Ernst Fiala, responsable administratif
- Gudrun Schmidt : Yelli Ball, actrice
- Friedl Czepa : Hanni, gouvernante
- Karl Hackenberg : Max Schnack, parolier
- Raoul Retzer : Karl Linnegger, conducteur de tramway

## Production
Die unvollkommene Ehe est réalisé à Vienne au printemps 1959 et est présenté le 5 août 1959 au Festival international du film de Moscou 1959.

## Source de la traduction
- (de) Cet article est partiellement ou en totalité issu de l’article de Wikipédia en allemand intitulé « Die unvollkommene Ehe » (voir la liste des auteurs).